# Hejer Charf
 (mars 2022).
Si vous disposez d'ouvrages ou d'articles de référence ou si vous connaissez des sites web de qualité traitant du thème abordé ici, merci de compléter l'article en donnant les références utiles à sa vérifiabilité et en les liant à la section « Notes et références ».
Hejer Charf est une productrice, réalisatrice et scénariste de cinéma canadienne d'origine tunisienne. Elle réalise des films en français ou en anglais, quelques-uns dans les deux langues.

## Biographie
Hejer Charf vit à Montréal où elle a fondé en 1996 Nadja Productions Inc., une compagnie qui se consacre à la production de films d'auteur et de spectacles au carrefour du cinéma et de la chanson.
Elle produit le film Victoria (2008) écrit, réalisé et interprété par l'égérie de la Nouvelle Vague Anna Karina ; Philippe Katerine compose la musique de ce film tourné au Québec. Victoria est mis à l'honneur et présenté dans plusieurs festivals internationaux à travers le monde.
Hejer Charf produit les spectacles de chansons de l'actrice Anna Karina et de Philippe Katerine au Canada en 2004.
Hejer Charf est l'auteure de plusieurs documentaires dont Anna Karina et de plusieurs moyens et courts métrages dont La Mélomane, La Main de fatma, Sur la trace de ma malédiction, Wonderful World, Transitory Lives, La Nageuse de la Place des Arts, The Lord is the Lord, Le Ventre de Noun, Je suis le futur de votre mémoire, Filles mutilées/Girls Mutilated, Femmes lapidées/Stoning Women, Where Have All the Flowers Gone et Les réfugiés du Chemin Roxham.
Elle a écrit, produit et réalisé les longs métrages suivants :
- 2003 : Les Passeurs, docufiction qui a reçu le « Sceau de la paix de la ville de Florence », a été sélectionné dans plusieurs festivals et étudié dans plusieurs universités dans le monde.
- 2015 : Autour de Maïr, documentaire de création sur l'écriture au féminin au Québec et en France, sur une musique d'Anne Sylvestre.
- 2018 : Béatrice un siècle, documentaire de création qui a reçu le Trophée culturel de l'Office des Tunisiens à l'étranger ; il brosse le portrait de Béatrice Slama, Tunisienne, Française, communiste, juive, féministe et spécialiste de la littérature des femmes, qui a traversé activement les mouvements politiques du XXe siècle.
- 2023 : Années en parenthèses 2020-2022, documentaire de création qui porte sur les soulèvements sociaux durant les années de pandémie.

Hejer Charf réalise en 2013, à Montréal, l'installation visuelle : Le cinéma de Sisyphe 100 fois recommencé et a également participé à des expositions de groupe.
Hejer Charf tient un blogue sur le journal en ligne Mediapart.